# Помурниця звичайна
{{#ifeq:0|0|{{#if:|{{#if:Cymbalariamuralis|[[]}}|}}}}
Помурниця звичайна або цимбаларія мурова (Cymbalaria muralis) — вид рослин родини подорожникові (Plantaginaceae). Етимологія: лат. mūrālis — «стінний».

## Біоморфологічна характеристика
Це багаторічна або однорічна трав'яниста повзуча рослина. Тонкі стебла можуть досягати до 70 см в довжину; немає запушення. Має круглі або серцеподібні листки. Поодинокі квітки, не більше, ніж на 1 см, мають бузковий або фіолетовий віночок. Насіння широко еліпсоїдне або кулясте, з різноманітними ребрами чи крилами, 1–1.3 × 0.8–1 мм; поверхня тьмяна, від темно-коричневої до чорної. 2n = 14. Період цвітіння з червня по вересень, дозрівання плодів з серпня по вересень.
У рослини яскраво виражена варіація фототропної реакції залежно від стадії розвитку. Стебло спочатку має позитивний фототропізм (рухається до світла), однак після запліднення стебло стає негативно фототропним (відхиляється від світла), настільки, що насіннєва стручок заривається в якусь темну щілину стіни, де насіння найбільш імовірно проросте. Подібний тип поведінки спостерігається також у скельної троянди (Helianthemum sp.)

## Поширення
Європа: Швейцарія; Боснія і Герцеговина; Хорватія; Італія [вкл. Сицилія]; Чорногорія; Словенія. Натуралізований в деяких інших країнах. Також культивується. Швидко зростає на стінах (переважно вологих), скелях, і навіть тротуарах, рідко в ґрунтах.
В Україні відомий з Закарпаття та Криму, також відмічається на стінах оранжерей ботанічних садів Києва, Одеси та деяких інших міст.

## Використання
Використовується як декоративна рослина в парках і садах на стінах та в альпінаріях.

## Галерея

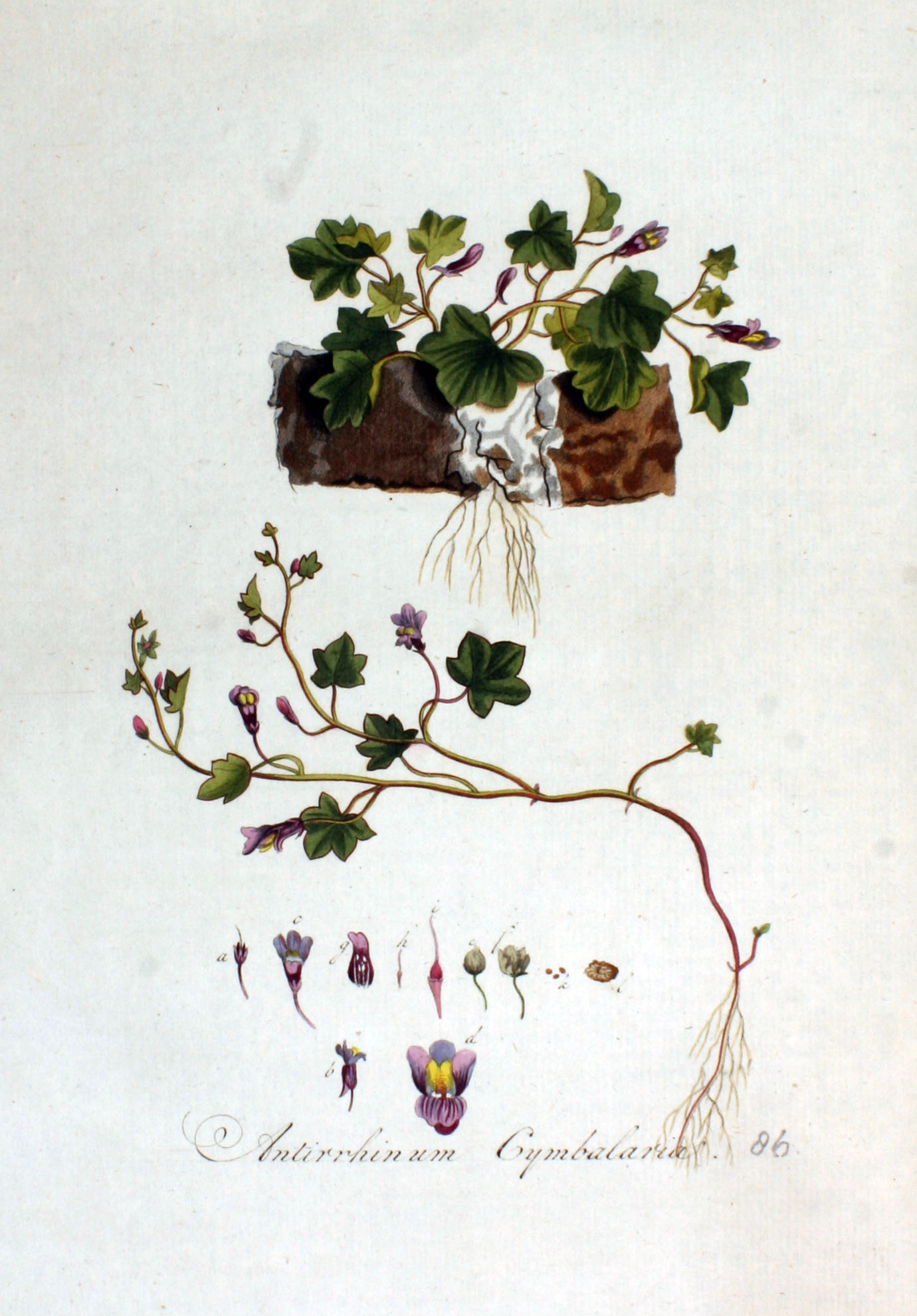
Загальний вигляд рослини.
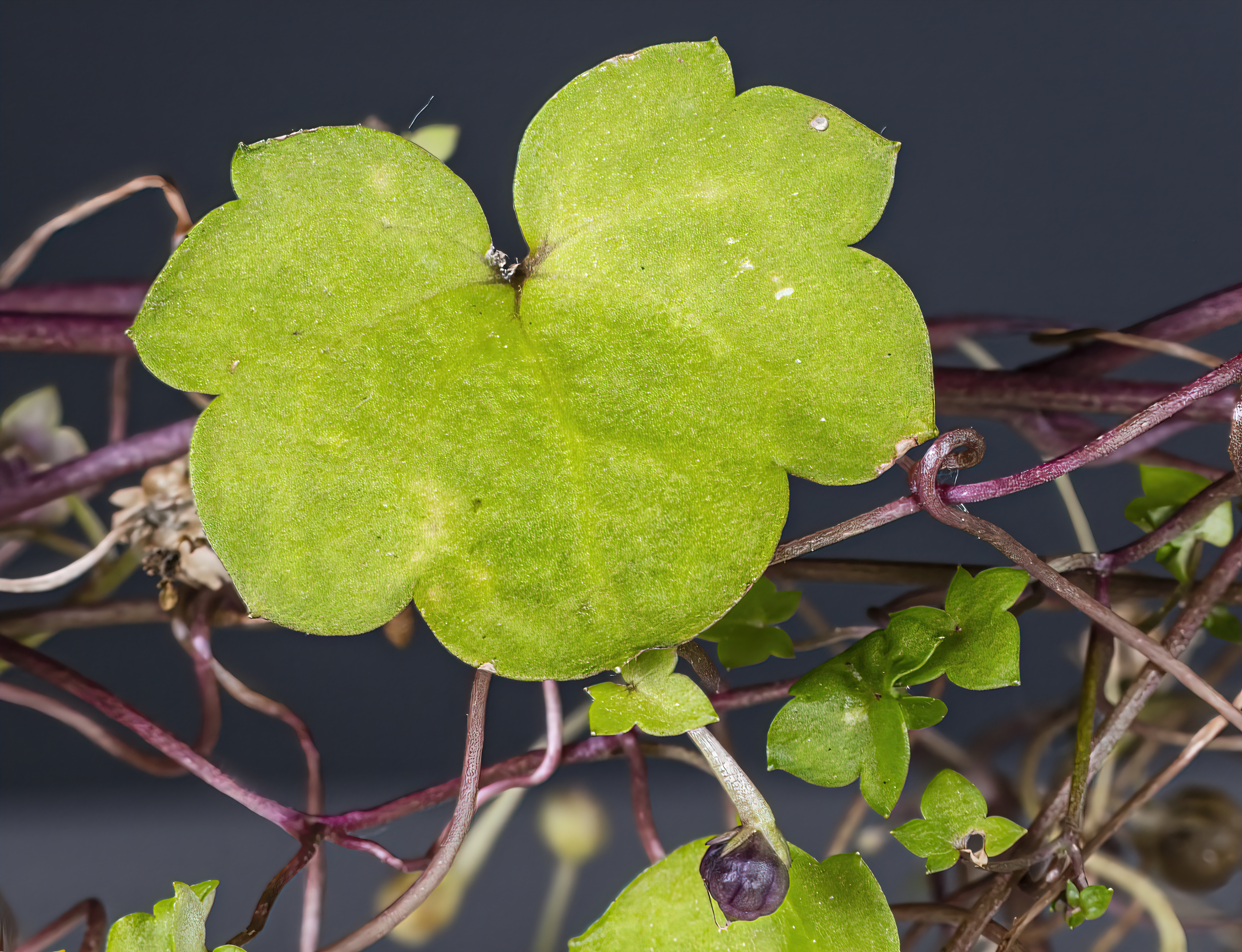
Листок.
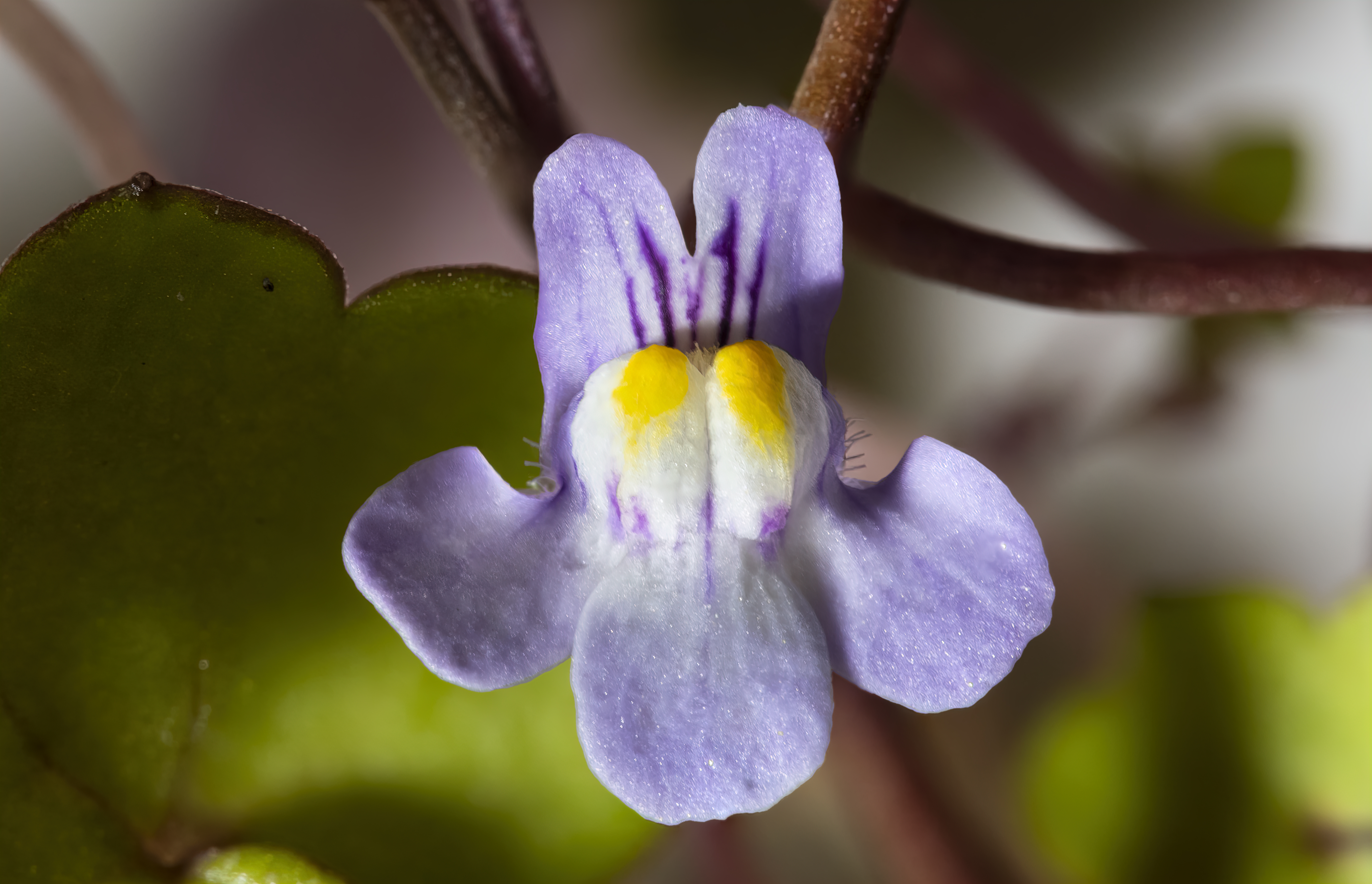
Квітка.
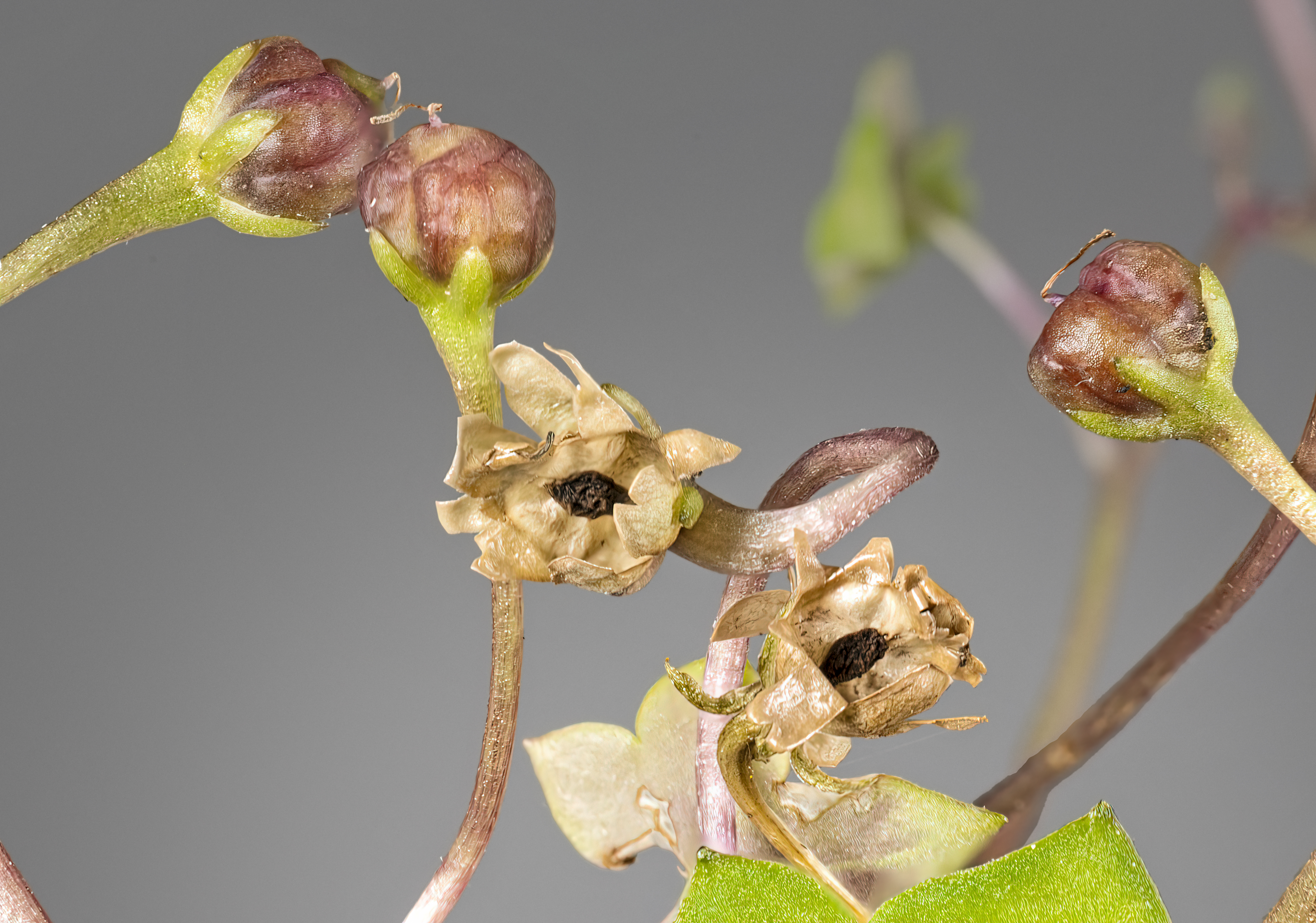
Плоди.